# Municipio de California (condado de Cleburne)

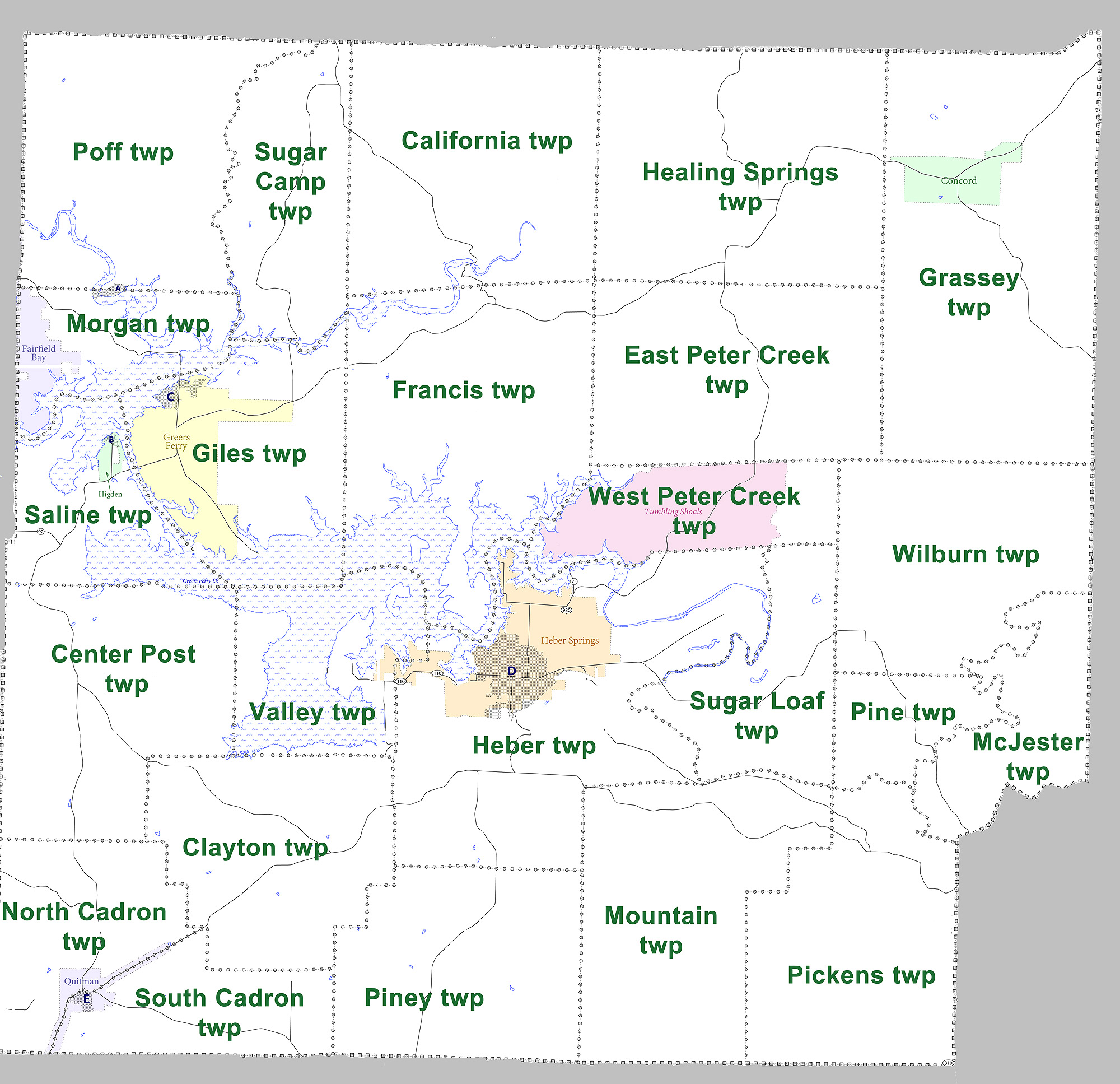
Subdivisiones administrativas del Condado de Cleburne

El municipio de California (en inglés, California Township) es una subdivisión administrativa del condado de Cleburne, Arkansas. Según el censo de 2020, tiene una población de 336 habitantes.
Los townships en Arkansas tienen actualmente funciones muy limitadas y no tienen autoridades constituidas. Sin embargo, el censo de los Estados Unidos enumera la población de Arkansas en townships (a veces denominados "subdivisiones de condado" o "divisiones civiles menores"). Los townships también son valiosos para fines históricos en términos de investigación genealógica. Cada pueblo o ciudad se encuentra dentro de uno o más townships de un condado de Arkansas, según los mapas y las publicaciones del censo.

## Geografía
Está ubicado en las coordenadas 35°40′26″N 92°3′14″O / 35.67389, -92.05389. Según la Oficina del Censo de los Estados Unidos, tiene una superficie total de 86.92 km², de la cual 86.34 km² corresponden a tierra firme y 0.58 km² es agua.

## Demografía
Según el censo de 2020, hay 336 personas residiendo en la zona. La densidad de población es de 3.89 hab./km². El 95.83 % son blancos, el 0.30 % es amerindio, el 0.30 % es isleño del Pacífico, el 0.30 % es de otras razas y el 3.27 % son de una mezcla de razas. Del total de la población, el 0.89 % son hispanos o latinos de cualquier raza.